# Антинопољ
Антинопољ или Антинополис (грч. Ἀντινόου πόλις) је древни египатски град на источној обали Нила, познат као престоница египатског фараона Рамзеса II, и као центар ранохришћанске заједнице из које је касније настала Коптска црква.

## Историја
Град је основао римски цар Адријан у знак сећања на свог пријатеља Антиноја, на источној обали Нила, недалеко од места где Антиној утопио 130. године.
Током своје владавине Рамзес II је боравио у њему. У граду преовлађује грчко-римски стил архитектуре и битно се разликоју од осталих египатскох градова тог доба. Град је био центар званичног култа Антиноја. У време цара Диоклецијана 286. године Антинополис постаје престоница Египата. У то време великог прогона хришћана, у овом граду страдали су бројни ранохришчански мученици, међу којима и свети Јулијан и Василиса.
Антинопољ је био епископско седиште од 4. века, а седиште митрополије већ од 5. века.
Град је напуштен око 10. века.

## Археолошки налази
Најранији налази везани су за светилишта посвећена египатским божанствим Бесу и Хатору. Рушевине Антинополиса потврђују, по подручју које заузимају, раскош древног града. Правац главних улица и даље се може пратити. Улице су изграђени по плану. Путеви се секу под правим углом, као и у већини римских градова. Зидови позоришта у близини јужне капије, и хиподром без зидова на истоку, још увек су сачувани. На северозападном делу града налази се портал са натписима где је исписана 235. последња година владавине Александра Севера.
Сателитски снимци показују велике површине под зидинама, Антинополис је око километар и по у дужину, а скоро пола километра широк. Град је био окружен зидом са три стране, док је четврта страна отворена ка реци Нил.

### Алберт Гаје
Алберт Гаје (1856-1916) је био познат као "археолог Антинополиса" и, без његовог обимног истраживања и документације налазишта, врло мало би бити познато о овом грчко-римском граду. Иако постоји много података о Антинополису, снимљених од Наполеонове комисије, извештај Алберт Гаје баца светло на већи део древног града. Када је хришћанство почело да се шири по Римском царству, Антинополис је постао један од хришћанских центара. Град је окупио многе монахе и подигнути су бројни храмови. Налази Алберта Гајеа потврђују широку укорењеност хришћанства у култури и свакодневном животу. Гајеова ископавања открила су мумије и велику гробницу коптских хришћана. Мумификација је законом забрањено у 4. веку, па су остаци покојника хришћана били обучени у тунике, пре него што су сахрањивани. Налази Гајеа дали су истраживачима материјал за боље разумевање раних хришћанских пракси при сахрањивању покојника, а његова искпавања очуваних тканина показују како се развијао Коптски стил. Трансформација стила, и стварање коптског стила, састојало се од уметности древног Египта прожетог класичном античком и касније хришћанском уметности. Налази Алберта Гајеа дали истраживачима велике доказе промене током развоја Антинополиса у античко доба.

## Антинополис данас
Данас није много сачувано од остатака древног града Антинополиса. На његовом месту, налази се мало село Ел Схеикх Ибада, окружено рушевинама некадашњег града. Много материјала је искоришћено у градњи нових зграда, као што је нпр. фабрика шећера Ел-Родах, али посетиоци и даље могу видети остатке римског циркуса и рушевине неколико хришћанских храмова.